# دنی هیولم
دنیس کلایو هیولم (انگلیسی: Denis Clive Hulme؛ زادهٔ ۱۸ ژوئن ۱۹۳۶ در موتوکا، درگذشتهٔ ۴ اکتبر ۱۹۹۲ در بثرست، نیو ساوت ولز) رانندهٔ مسابقات اتومبیل‌رانی اهل نیوزیلند بود که از فصل ۱۹۶۵ تا ۱۹۷۴ در مجموع در ۱۱۲ گراند پری از مسابقات جهانی فرمول یک شرکت کرد.
هیولم، در طول دوران فعالیت خود در فرمول یک ۱ بار مسابقه را از پول پوزیشن آغاز کرد و در ۹ مسابقه موفق شد سریع‌ترین زمان طی یک دور پیست را به نام خود ثبت کند. او در این مسابقات ۳۳ بار بر روی سکو رفت، مجموعاً ۸ بار به پیروزی دست یافت و ۲۴۸ امتیاز را به نام خود به‌ثبت رساند.
هیولم در ۴ اکتبر ۱۹۹۲ بر اثر سکته قلبی به‌هنگام مسابقه در بثرست، نیو ساوت ولز درگذشت.